# Volemys musseri
Volemys musseri es una especie de roedor de la familia Cricetidae.

## Distribución geográfica
Se encuentra solo en China.